# ФК Горажде
ФК Горажде је фудбалски клуб из Горажда, Федерација БиХ, БиХ, који се тренутно такмичи у Првој лиги Федерације Босне и Херцеговине. Клуб спонзорише Меридианбет.

## Историја
Први фудбалски клуб у Горажду основан је 1918. године и добио је име Херцег Стјепан. Клуб мења име 1922. године у ГОШК, који је прву међуградску утакмицу одиграо против клуба Југовића из Фоче. Клуб је ово име задржао све до Другог светског рата. После ослобођења основан је 1946. године фудбалски клуб Братство, који мења име 1948. године у Слога, а које задржава до 1952. године, када добија ново име Победа. Ово име носио је до 1957. године, када се од клуба Победа праве два спортска клуба: Гошк и Раднички. Оба клуба постоје све до 1960. године. Те године ГОШК се спаја са Радничким у данашње Горажде.

## Успеси клуба
- Друга лига Федерације БиХ

Првак: 2008/09., 2013/14.

## Познати играчи
- Аднан Гушо
- Харис Реџепи
- Екрем Хоџић
- Фуад Салиховић
- Синан Рамовић
- Неђо Шука
- Милан Кнежевић
- Дарјан Матовић
- Ајдин Нухић
- Ахмет Карахасан
- Аднан Јахић
- Алмир Плиска
- Ирман Хоџић
- Армин Маховић
- Александар Николић
- Алмир Рашчић
- Дејан Лимић
- Самир Јогунџић (Јогунчић)
- Муамер Аџем
- Самир Чакар
- Мирза Чехаја

## Познати тренери
- Фахрудин Чулов
- Џемал Клачар
- Нихад Налбантић
- Шенер Бајрамовић
- Денис Садиковић
- Фарук Куловић